# Partito Popolare di Taiwan
Il Partito Popolare di Taiwan (in cinese: 台灣民眾黨T, Táiwān MínzhòngdǎngP, T'ai-wan Min-chung-tangW; abbreviato in PPT) è un partito politico di Taiwan.
Fondato il 6 agosto 2019 dal sindaco di Taipei, Ko Wen-je, il partito si proclama un'alternativa alle coalizioni pan-azzurra e pan-verde, che dominano attualmente il panorama politico del paese. Il PPT si è presentato per la prima volta alle elezioni legislative del 2020, classificandosi al terzo posto con l'11% dei voti e guadagnando cinque seggi nello Yuan legislativo.

## Storia
Nell'agosto 2019, il sindaco di Taipei Ko Wen-je ha presentato una richiesta al Ministero dell'interno per ottenere l'approvazione del suo partito tra le formazioni politiche legali di Taiwan. Il PPT trae il suo nome dallo storico Partito Popolare Taiwanese, fondato dall'attivista politico Chiang Wei-shui nel 1927, durante il dominio coloniale giapponese, come primo partito politico di Taiwan contro il fascismo giapponese. Il neonato partito ha tenuto la sua assemblea fondativa il 6 agosto 2019, in concomitanza con il 60º compleanno di Ko e il 129º anniversario della nascita di Chiang, come richiesto dal Ministero.
Secondo Ko, il PPT ha lo scopo di "diventare un'alternativa" sia alla Coalizione pan-verde, guidata dal Partito Progressista Democratico (PPD), che alla Coalizione pan-azzurra, influenzata dal Kuomintang (KMT). Tuttavia, lo statuto ufficiale consente ai membri di mantenere lo status di membri in altri partiti politici. Tra i primi membri del PPT vi erano politici precedentemente affiliati al PPD e al KMT, oltre a diversi indipendenti.
I colori del partito sono il turchese e il bianco. Il turchese simboleggia la fine della lunga divisione politica tra il blu e il verde a Taiwan. Il bianco rappresenta la "forza bianca" degli alleati di Ko, un gruppo che sostiene un governo aperto e trasparente.

### Elezioni legislative del 2020
Nel 2020, Ko ha dichiarato che il Partito Popolare di Taiwan avrebbe partecipato alle elezioni legislative taiwanesi, ma che non avrebbe presentato una candidatura indipendente alle elezioni presidenziali dello stesso anno. Il politologo Liao Da-chi ha sostenuto che il partito di Ko avrebbe ottenuto voti principalmente dai sostenitori del Partito Progressista Democratico. Il PPT ha nominato i suoi primi otto candidati per le circoscrizioni uninominali il 22 settembre 2019. Durante una seconda serie di nomine legislative, il 20 ottobre 2019, Ko ha annunciato che l'intento era di impedire ai un singoli partiti politici di ottenere la maggioranza legislativa. Ha poi descritto questa tattica come "spingere le fazioni pan-azzurra e pan-verde ai margini per consentire al popolo di essere al centro". Nel novembre 2019, il PPT ha annunciato una lista di partito di 29 candidati legislativi plurinominali. Al termine delle elezioni, il partito ha vinto cinque seggi plurinominali, diventando il terzo partito più grande rappresentato all'interno dello Yuan legislativo.

## Risultati elettorali

### Elezioni legislative
| Elezione | Seggi totali vinti | Voti totali | Quota di voti (voti del partito) | Risultati dell'elezione | Capo elettorale |
| -------- | ------------------ | ----------- | -------------------------------- | ----------------------- | --------------- |
| 2020     | 5 / 113            | 1.588.806   | 11,22%                           | 5 seggi; Opposizione    | Ko Wen-je       |
| 2024     | 8 / 113            | 3.040.334   | 22,07%                           | 3 seggi; Opposizione    | Ko Wen je       |